# العلاقات الصينية البولندية
العلاقات الصينية البولندية هي العلاقات الثنائية التي تجمع بين الصين وبولندا.

## مقارنة بين البلدين
هذه مقارنة عامة ومرجعية للدولتين:
| وجه المقارنة                                              | الصين                    | بولندا                                                                             |
| --------------------------------------------------------- | ------------------------ | ---------------------------------------------------------------------------------- |
| المساحة (كم2)                                             | 9.60 مليون               | 312.68 ألف                                                                         |
| عدد السكان (نسمة)                                         | 1.33 مليار               | 38.43 مليون                                                                        |
| الكثافة السكانية (ن./كم²)                                 | 138.54                   | 122.91                                                                             |
| العاصمة                                                   | بكين                     | وارسو                                                                              |
| اللغة الرسمية                                             | اللغة الصينية القياسية   | اللغة البولندية                                                                    |
| العملة                                                    | رنمينبي                  | زلوتي بولندي                                                                       |
| الناتج المحلي الإجمالي (بليون دولار)                      | 12.24 تريليون            | 524.51 مليار                                                                       |
| الناتج المحلي الإجمالي (تعادل القوة الشرائية) بليون دولار | 19.82 تريليون            | 1.02 تريليون                                                                       |
| الناتج المحلي الإجمالي الاسمي للفرد دولار أمريكي          | 8.03 ألف                 | 12.55 ألف                                                                          |
| الناتج المحلي الإجمالي للفرد دولار أمريكي                 | 13.21 ألف                | 26.14 ألف                                                                          |
| مؤشر التنمية البشرية                                      | 0.728                    | 0.843                                                                              |
| رمز المكالمات الدولي                                      | +86                      | +48                                                                                |
| رمز الإنترنت                                              | .cn، .中国 ‏، .中國 ‏      | .pl                                                                                |
| المنطقة الزمنية                                           | توقيت الصين، ت ع م+08:00 | توقيت وسط أوروبا، ت ع م+01:00، ت ع م+02:00، أوروبا/وارسو ‏، توقيت وسط أوروبا الصيفي |

## مدن متوأمة
في ما يلي قائمة باتفاقيات التوأمة بين مدن صينية وبولندية:
- ترتبط سوجو مع نوفي سونتس باتفاقية توأمة منذ 14 يونيو 2005.
- ترتبط هوايان مع بوتسك باتفاقية توأمة منذ 8 سبتمبر 2003.[12][13][14][15]
- ترتبط تيانجين مع وودج باتفاقية توأمة منذ 17 مايو 2007.[16][16][17][17]
- ترتبط تشنغدو مع وودج باتفاقية توأمة.
- ترتبط شانغهاي مع محافظة بوميرانيا باتفاقية توأمة منذ 1985.[18][18][18][18]
- ترتبط فوزهو مع كشالين باتفاقية توأمة منذ 2007.[19][20][21][22]
- ترتبط هايكو مع غدينيا باتفاقية توأمة منذ 2 نوفمبر 1998.[23][23][23][23]
- ترتبط شانغزو مع بياويستوك باتفاقية توأمة.
- ترتبط غويلين مع تورون باتفاقية توأمة منذ 2010.[24]
- ترتبط غوانزو مع وودج باتفاقية توأمة منذ 13 نوفمبر 2009.[25][25][25][25]
- ترتبط جياوتسو مع لوبلين باتفاقية توأمة منذ 5 نوفمبر 2012.[26]
- ترتبط هاربن مع وارسو باتفاقية توأمة منذ 9 سبتمبر 2016.[27][27][28][27]
- ترتبط Huzhou [الإنجليزية]‏ مع رادوم باتفاقية توأمة.
- ترتبط باوجى مع البلنغ باتفاقية توأمة.
- ترتبط شنيانغ مع كاتوفيتسه باتفاقية توأمة.
- ترتبط داليان مع شتشين باتفاقية توأمة منذ 1988.
- ترتبط شنجن مع بوزنان باتفاقية توأمة منذ 1997.

## منظمات دولية مشتركة
يشترك البلدان في عضوية مجموعة من المنظمات الدولية، منها:
| علم المنظمة | اسم المنظمة                        | تاريخ انضمام الصين | تاريخ انضمام بولندا |
| ----------- | ---------------------------------- | ------------------ | ------------------- |
|             | وكالة ضمان الاستثمار متعدد الأطراف | 30 أبريل 1988      | 29 يونيو 1990       |
|             | منظمة الشرطة الجنائية الدولية      | ?                  | ?                   |
|             | مجموعة الموردين النوويين           | ?                  | ?                   |
|             | منظمة حظر الأسلحة الكيميائية       | ?                  | ?                   |
|             | منظمة التجارة العالمية             | 11 ديسمبر 2001     | 1 يوليو 1995        |
|             | الفريق المعني برصد الأرض           | ?                  | ?                   |
|             | الأمم المتحدة                      | 25 أكتوبر 1971     | 24 أكتوبر 1945      |
|             | مؤسسة التمويل الدولية              | 15 يناير 1969      | 29 ديسمبر 1987      |
|             | يونسكو                             | 4 نوفمبر 1946      | 6 نوفمبر 1946       |
|             | مؤسسة التنمية الدولية              | 24 سبتمبر 1960     | 28 أكتوبر 1960      |
|             | البنك الدولي للإنشاء والتعمير      | 27 ديسمبر 1945     | 27 يونيو 1986       |
|             | المنظمة الهيدروغرافية الدولية      | ?                  | ?                   |
|             | الاتحاد البريدي العالمي            | ?                  | 1 مايو 1919         |
|             | الاتحاد الدولي للاتصالات           | 1 سبتمبر 1920      | 1921                |

## معرض صور

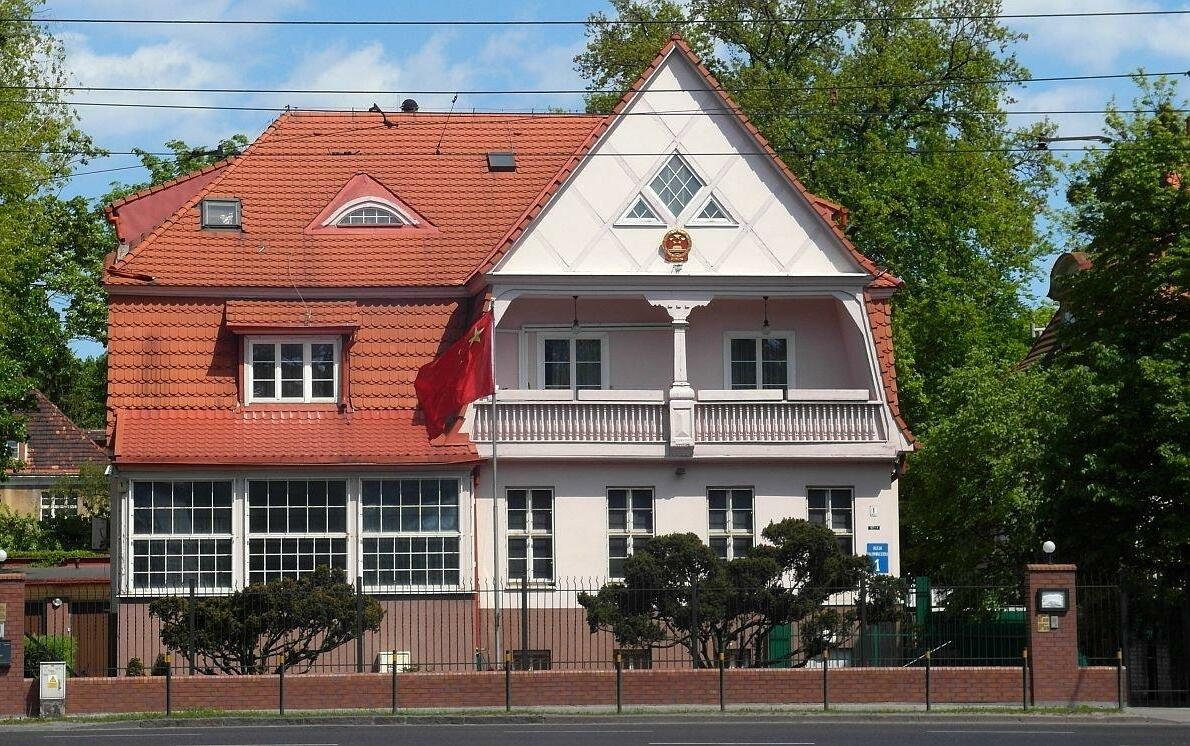
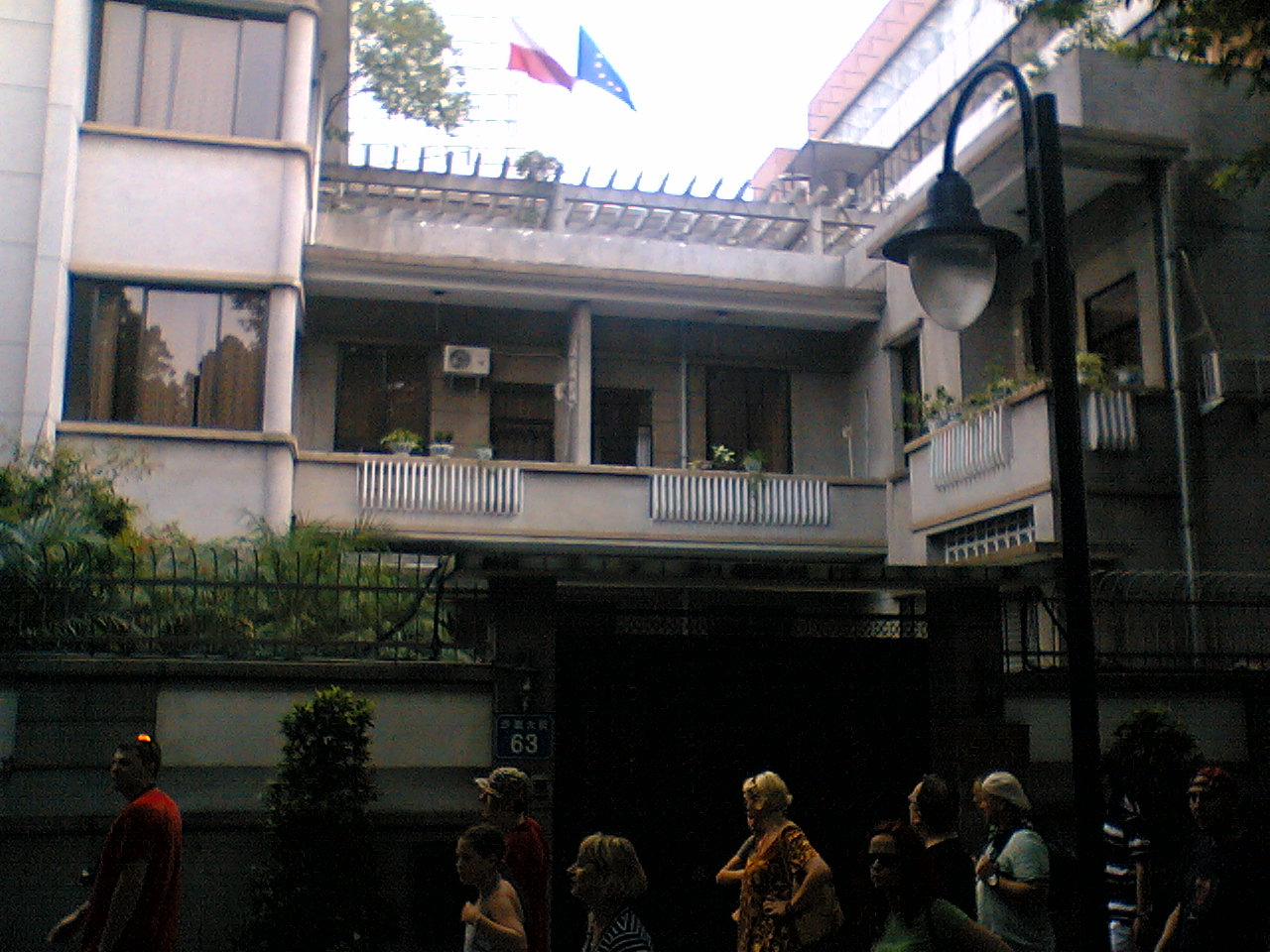
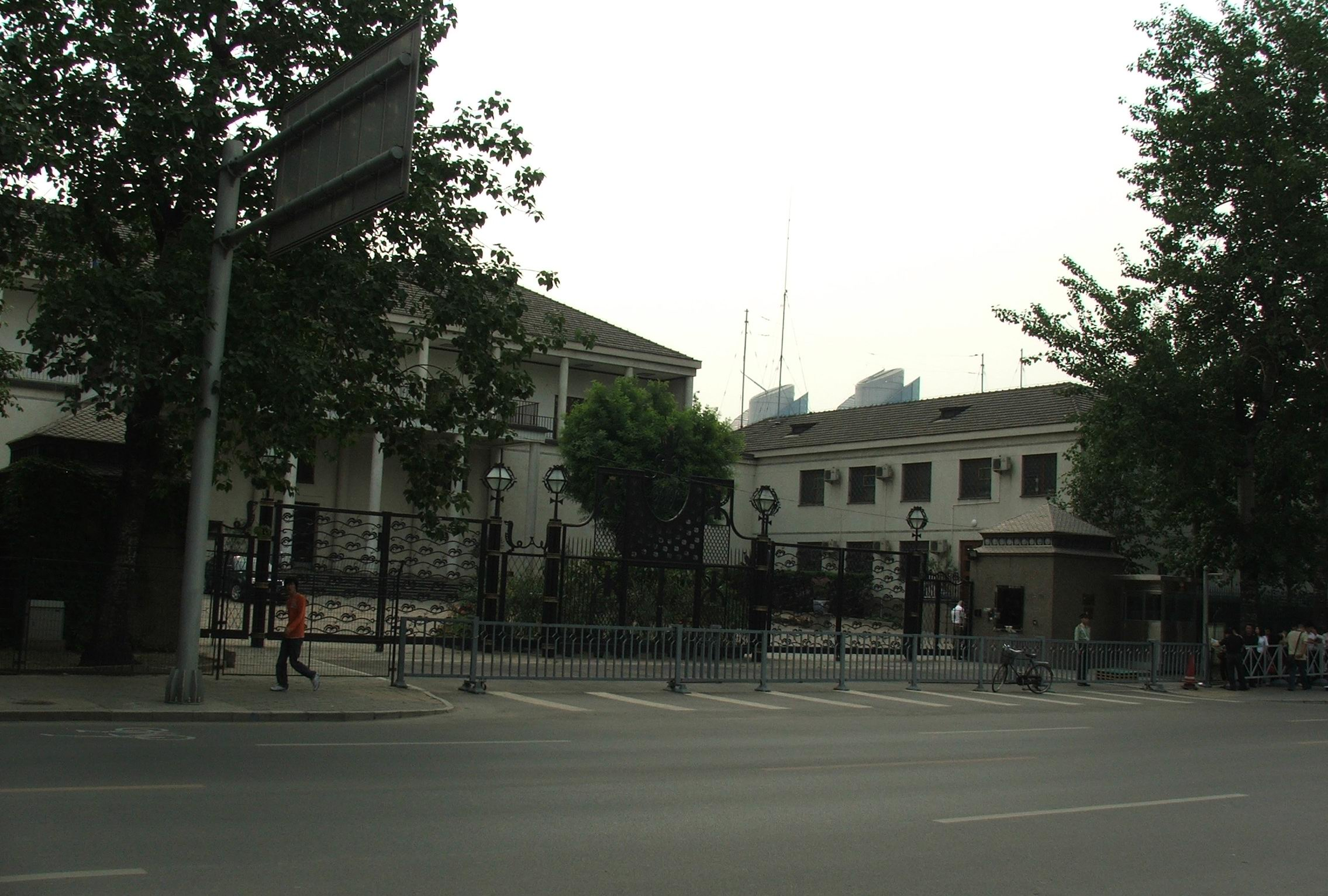

## وصلات خارجية
- موقع وزارة الخارجية الصينية
- موقع وزارة الخارجية البولندية